# Jonathan Thiré
Jonathan Thiré (* 19. April 1986 in Nantes) ist ein ehemaliger französischer Radrennfahrer.
Jonathan Thiré gewann 2007 eine Etappe bei der Tour de Gironde und entschied auch die Gesamtwertung für sich. Ende der Saison fuhr er als Stagiaire für das französische Professional Continental Team Agritubel, ab 2008 fuhr er für das Continental Team Auber 93. 2012 beendete er seine Radsportlaufbahn als Profi.

## Erfolge
2007
- Gesamtwertung und eine Etappe  Tour de Gironde

2013
- Bergwertung Boucles de la Mayenne